# Edrom
Edrom est un village dans les Scottish Borders, en Écosse.
Deux ponts, Kelloe Bridge et Todheugh Bridge, permettent de traverser les rivières Blackadder Water et Whiteadder Water.